# Райкина, Екатерина Аркадьевна
Екатери́на Арка́дьевна Ра́йкина (15 апреля 1938, Ленинград, СССР) — советская и российская актриса театра, кино и озвучивания; заслуженная артистка РСФСР (1976).

## Биография
Родилась 15 апреля 1938 года в Ленинграде в семье актёра Аркадия Исааковича Райкина (1911—1987) и актрисы Руфи Марковны Райкиной-Иоффе (1915—1989).
Окончила Театральное училище им. Б. В. Щукина в Москве. Актриса Театра им. Е. Вахтангова и Театра «У Никитских ворот».

## Семья
Брат — Константин Райкин (род. 1950), актёр; народный артист РФ (1992), лауреат двух Государственных премий РФ (1995, 2002).
Первый муж (1958—1960) — Михаил Державин (1936—2018), актёр, народный артист РСФСР (1989).
Второй муж (1961—1964) — Юрий Яковлев (1928—2013), актёр, народный артист СССР (1976). Сын — Алексей Яковлев (род. 1961), актёр, играл в Театре им. Ермоловой, затем ушёл в бизнес. Играет в спектаклях драматической труппы «Блуждающие звёзды».
Третий муж — Владимир Коваль (1942—2013), актёр Театра им. Вахтангова, заслуженный артист РСФСР (1987).

## Роли в театре
| - Ангела — Фани - Много ли человеку надо? — Катя - Иркутская история — Майя - Двенадцатый час — Катя - Дамы и гусары — Софья - Принцесса Турандот — Зелима - Миллионерша — Полли - Идиот — Катя, Паша - Виринея — Поводырка - Мещанин во дворянстве — Люсиль - Антоний и Клеопатра — Ира | - Из жизни деловой женщины — Ниночка - Театральная фантазия — 3-й критик - Неоконченный диалог — Татти - Чем люди живы — Ксения - Степан Разин — Жёнка - 13-й председатель — Кадрия - И дольше века длится день — Зарипа - Кабинетная история — Соседка - Мартовские иды — Марина - Белый кролик — Бетти - Незабудки — Лиза |

## Фильмография

#### Актриса
- 1962 — Западня
- 1962 — Свадебное путешествие
- 1962 — Мой белый город
- 1962 — Юность отцов
- 1963 — Короткие истории — Ванга
- 1963 — Три тетради
- 1967 — Софья Перовская — Геся Гельфман
- 1974 — Миллионерша
- 1976 — Дамы и гусары
- 1976 — Когда-то в Калифорнии (телеспектакль)
- 1979 — Кот в сапогах — принцесса
- 1980 — Благочестивая Марта — донья Инес, тётя доньи Марты
- 1987 — Клуб женщин — Женя

#### Радиопостановки
- 1961 — Отец Горио — Викторина

#### Озвучивание
- 1962 — Баня (мультипликационный) — читает текст